# Werse

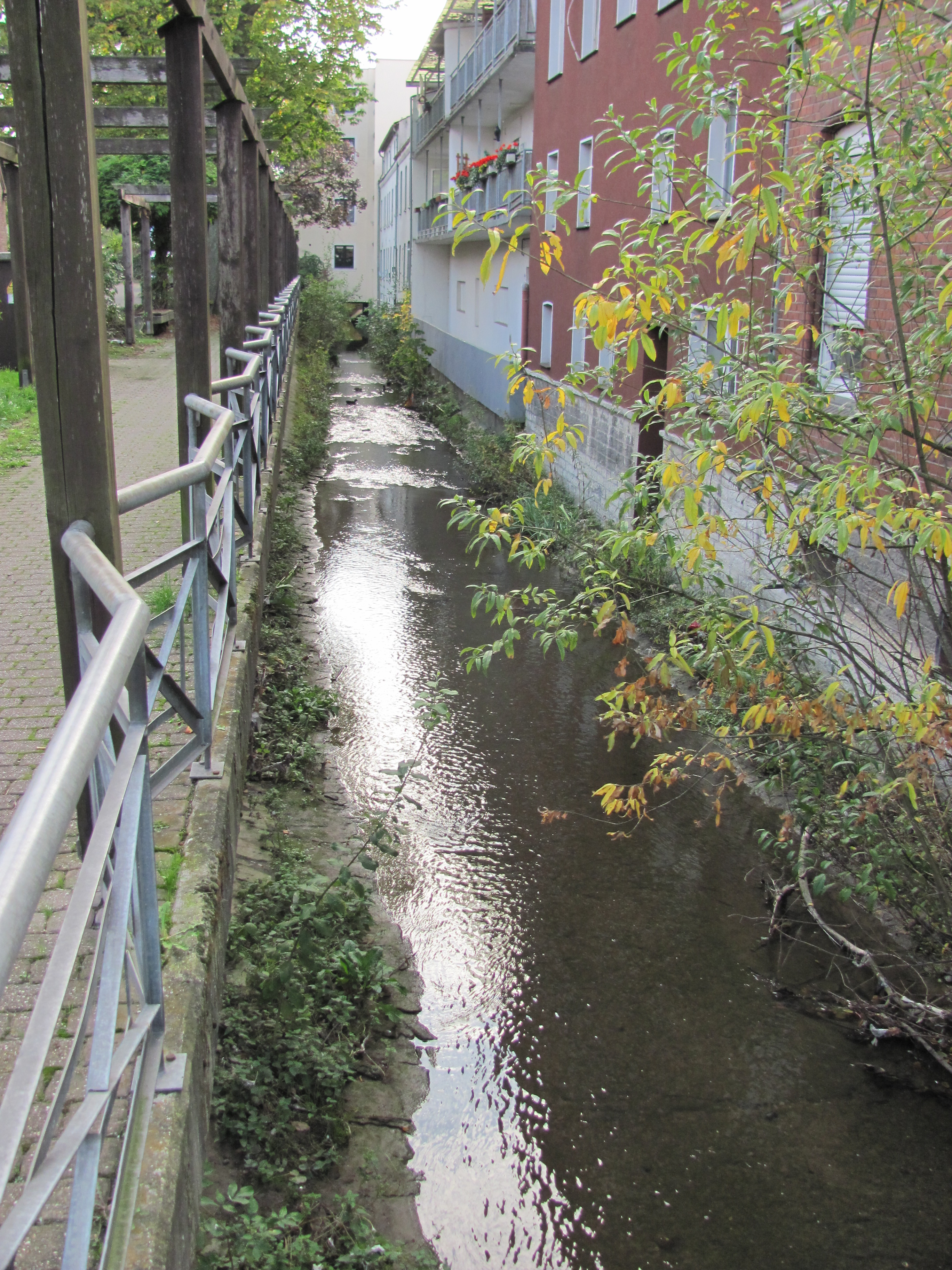
Die Werse am Osttor in Beckum

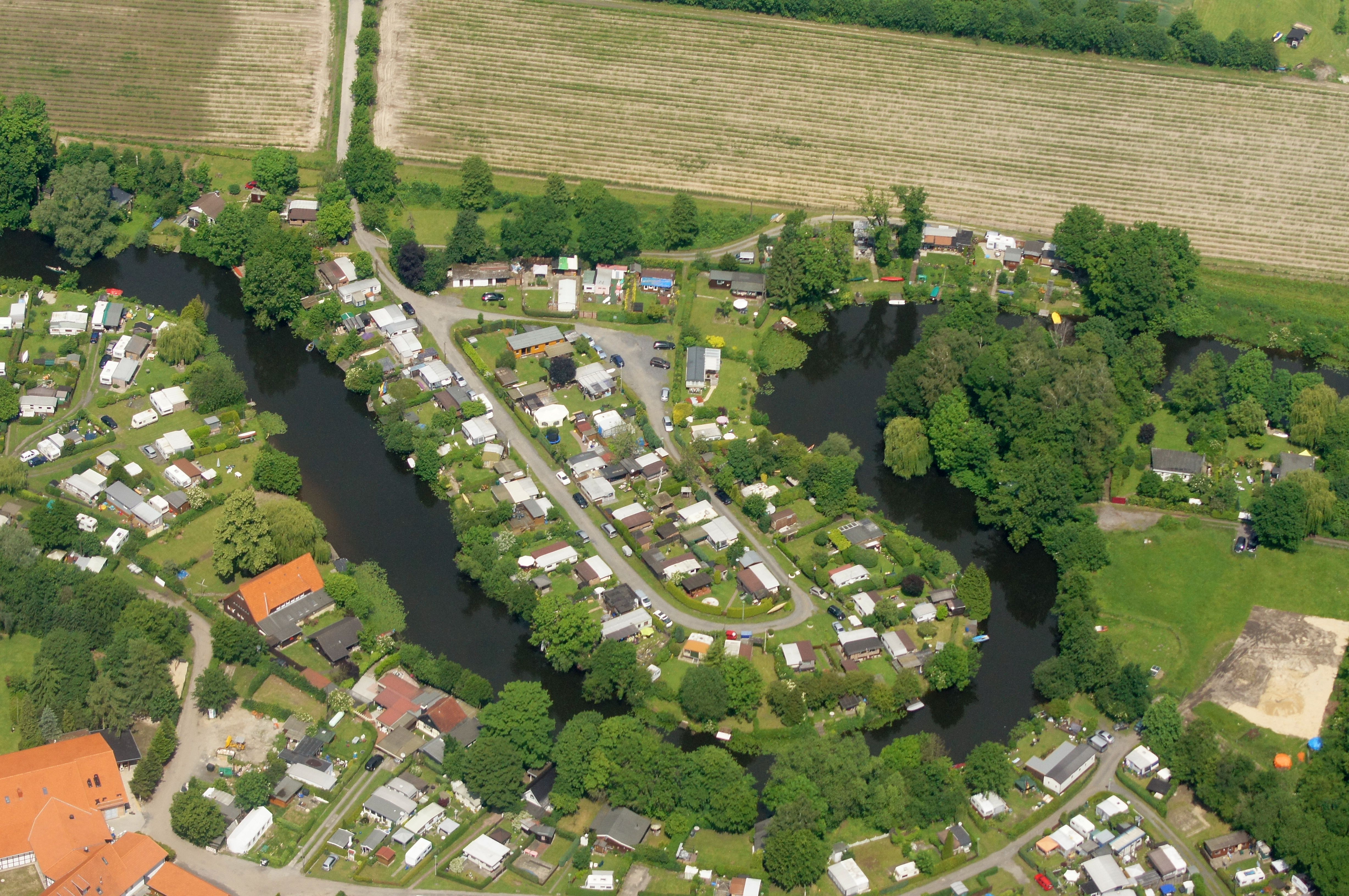
Eine Werseschleife in Handorf

Die Werse ist ein 67 km langer, südlicher und linker Zufluss der Ems im Münsterland. Sie fließt im Kreis Warendorf und in der kreisfreien Stadt Münster in Nordrhein-Westfalen. Ihr Einzugsgebiet ist 762,47 km² groß, und die Gewässergüte ist in die Güteklasse II–III, abschnittsweise in Güteklasse II, eingestuft. Der Fluss ist durch mehrere Überfallwehre reguliert.

## Name
Der älteste urkundliche Beleg des Namens der Werse stammt aus dem Jahr 1189 als Werse, und aus dem Jahr 1279 stammt die Form de Wersa. Für das Jahr 1316 erscheint in Lateinisch der Eintrag molendino dicto Wersa, also ein Mühlort, beziehungsweise eine Wassermühle, die (an der) Werse genannt wird. Für das 15. Jahrhundert liegen niederdeutsche Belege (1456) to Werze und (1498) up der Werse vor, des Weiteren aus dem Flussnamen gebildete Ortsnamen wie beispielsweise aus dem 11. Jahrhundert ein van Wersetharpa, Wersitharpa.
Der Name lässt sich sicher als mit einer germanischen Herkunft feststellen. Für die Erklärung beziehungsweise namenkundlich-etymologische Deutung sind zwei Lösungsmöglichkeiten plausibel:
- Der Name der Werse geht auf einen germanischen Flussnamen War-is-ō zurück, eine s-Ableitung zu germanisch war- aus protogermanisch uor- zur indogermanischen Wurzel h2uer- mit der Bedeutung für „feucht (sein)“,
- auf germanisch Wer-s-ō mit s-Suffix von der gleichen indogermanischen Wurzel h2uer- mit derselben Bedeutung wie in der ersten Option.[6]

## Geographie

### Verlauf
Die Werse entsteht in der Kernstadt des bei den Beckumer Bergen liegenden Beckum aus den drei Quellbächen Kollenbach, Siechenbach und Lippbach. Als Hauptoberlauf gilt der auch längste Kollenbach, der von links den Siechenbach aufnimmt und dann sich mit dem wiederum von links kommenden Lippbach an der Oststraße beim ehemaligen Osttor der einstigen Stadtbefestigung zur Werse vereint.
In Beckum fließen Kollenbach und Werse in einem Bogen erst südlich, dann westlich um die Altstadt. Unterhalb der Kernstadt läuft sie dann in Richtung Westen nach Ahlen. In Ahlen kam es am 3. Mai 2001 nach einem starken Gewitter zu extremen Überflutungen im Bereich der Zechenkolonie rund um den Eckelshof. Als Reaktion auf das Hochwasser wurde ein Hochwasserschutzkonzept umgesetzt.
Entlang der Kernstadt von Ahlen dreht sie nach Nordwesten und gelangt nach Drensteinfurt. Hiernach wendet sie sich etwa nach Norden und fließt durch Albersloh. Dann passiert sie östlich die Kernstadt von Münster und läuft durch den Münsteraner Stadtteil Handorf. Etwas weiter nördlich passiert sie erst die ehemalige Turmhügelburg Haskenau und dann den Münsteraner Stadtteil Gelmer. Dort mündet sie in die Ems.

### Einzugsgebiet und Zuflüsse
Das Einzugsgebiet der Werse ist 762,47 km² groß. Zu ihren Zuflüssen gehören (flussabwärts betrachtet):
| - Siechenbach (noch in den Kollenbach) - Lippbach (linker Quellbach) - Rüenkolk - Rattbach - Stelterbach - Elkerbach - Landwehrgraben - Olfe - Kälberbach - Kleine Olfe - Allendorfbach - Brockhauser Bach - Prillenbach - Erlebach - Autermanngraben - Suerbach - Pellengahrbach - Umlaufbach - Flaggenbach - Ahrenhorster Bach | - Moorbach - Westerbach - Emmerbach - Sandbach - Erdelbach - Angel - Vornholtgraben - Loddenbach - Honebach - Wersebach - Laerbach - Pleistermühlenbach - Kreuzbach - Schmorbach - Graelbach - Hammerbach (auch Hammebach) - Juffernbach - Lammerbach - Edelbach - Hornbach |

### Ortschaften
Zu den Ortschaften an der Werse gehören (flussabwärts betrachtet):
| - Beckum - Ahlen - Drensteinfurt - Rinkerode (zu Drensteinfurt) | - Albersloh (zu Sendenhorst) - Münster - Handorf (zu Münster) - Gelmer (zu Münster) |

### Wassermühlen
Wassermühlen an der Werse sind/waren unter anderem (flussabwärts betrachtet):
- Wersemühle
- Verings Mühle
- Pleistermühle
- Sudmühle
- Havichhorster Mühle

## Fauna
Zur Fischfauna der Werse gehören unter anderem Aale, Bachforellen, Flussbarsche, Hechte, Karpfen, Schleien, Welse und Zander sowie Weißfischarten wie Barbe, Brassen, Döbel, Rotaugen, Rotfedern, Schneider und Ukelei. Im Jahr 2024 kamen Schwarzmundgrundeln, die als invasive Art wahrscheinlich über die Ems in das Gewässer gelangt sind, bereits oberhalb des Wehres in Drensteinfurt vor.
Außerdem leben am Fluss teils seltene Tiere wie Eisvögel und Ringelnattern. Zudem sind im Mittellauf der Werse Nutrias zahlreich vertreten.

## Gewässergüte
Die Gewässergüte der Werse ist in die Güteklasse II–III, abschnittsweise in Güteklasse II eingestuft. Einträge aus kommunalen Kläranlagen, Fischteichen, besonders aber diffuse Einträge aus der Landwirtschaft belasten den Stoffhaushalt der Werse und führen auf der gesamten Fließstrecke, vor allem in Rückstaubereichen zu Eutrophierung, also zur Anreicherung des Wassers mit Nährstoffen.
Im März 2011 wurden vom VSR-Gewässerschutz e. V. erhöhte Nitratwerte in der Werse festgestellt. Die Messpunkte des Vereins wiesen zwischen 13,4 mg/l und 59,6 mg/l Nitrat auf. Nach den Vorgaben der Länderarbeitsgemeinschaft Wasser (LAWA) dürfte die Werse für einen „guten Zustand“ nur 11 mg/l Nitrat aufweisen. Dieser Wert wird an allen Messstellen überschritten, häufig auch um das Doppelte oder Dreifache. Als Hauptgründe nennt der Verein Massentierhaltungen. Er fordert eine Ausweitung des ökologischen Landbaus, um der Nitratbelastung entgegenzuwirken.

## Sport und Tourismus

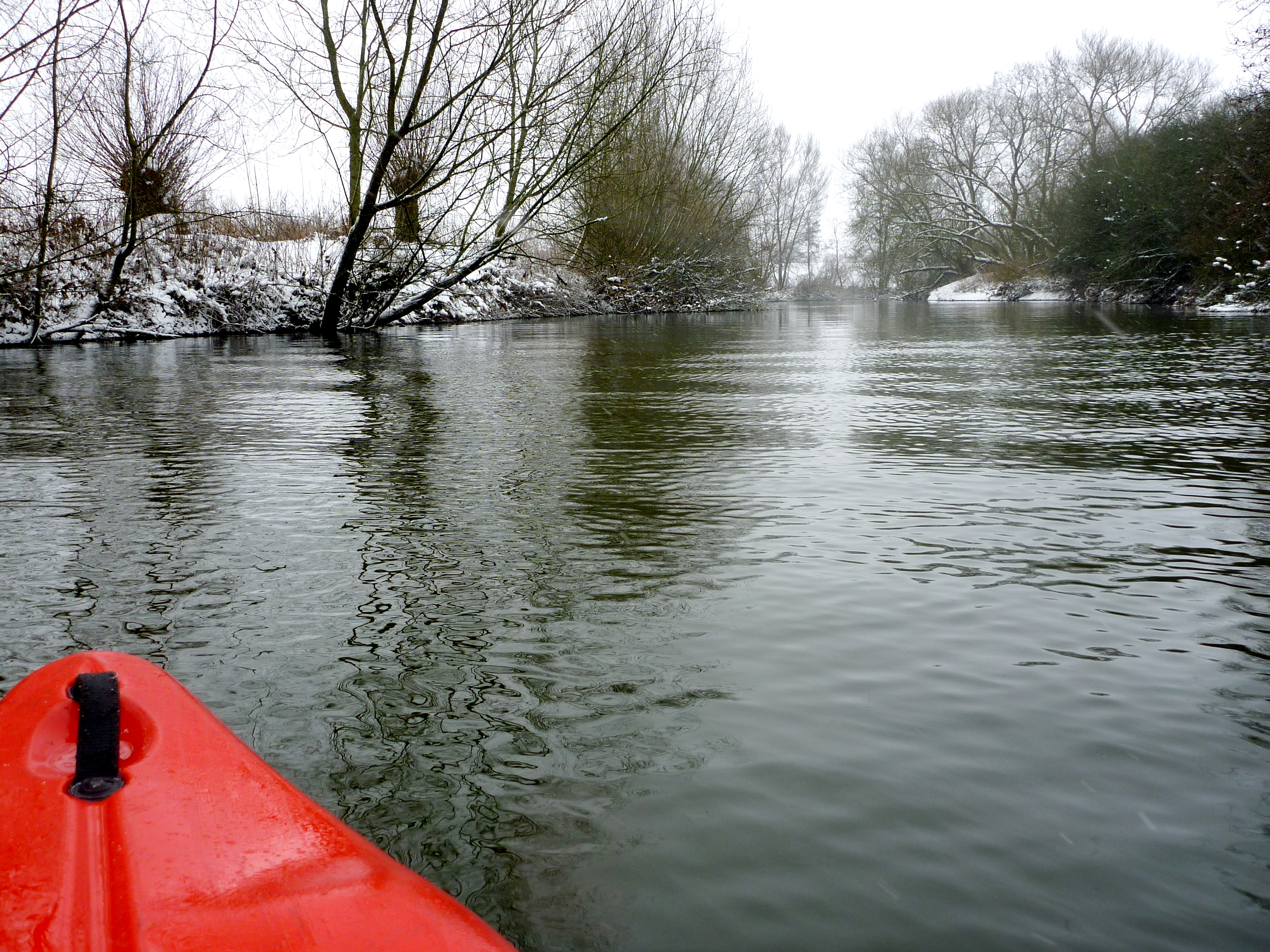
Kanusport auf der Werse im Winter

Die Werse ist Heimatfluss der Kanusportvereine Albersloher Kanu Club 1989 e. V., TG Münster Paddelabteilung, Paddelsport Münster von 1923 e. V. und Kanuverein Münster 1922 e. V. Weiterhin sind viele Bootshäuser von Studentenverbindungen dort zu finden. Vor allem im Sommer wird der Fluss intensiv durch kommerzielle Bootsverleiher genutzt.
Auf dem Flussabschnitt zwischen Sudmühle und Pleistermühle verkehrte im 19. Jahrhundert in den Sommermonaten mehrmals täglich ein kleines Dampfboot.
Die Werse ist beliebtes Angelgewässer und unter anderem Pachtgewässer der Vereine Angelsportverein Ahlen e. V., Angelverein Wersetal 80 e. V. und ASC Rinkerode e. V.
Im April 2007 wurde der Werseradweg eröffnet, der bereits in Rheda-Wiedenbrück beginnt und auf 122 km entlang der Werse bzw. durch die von ihr geprägte Landschaft verläuft. Er endet bei der Einmündung in die Ems bei Münster-Gelmer.

## Verschiedenes
Überregional bekannt ist die Werse als Namensgeber des in Ahlen direkt am Fluss stehenden Wersestadions, der Heimstätte des Fußballvereins Rot Weiss Ahlen.